# Rødovre Håndboldklub
Rødovre Håndboldklub (RH) er en håndboldklub fra Rødovre. Den blev dannet i 1953. På deres seniorhold ligger mændene i 2. division og kvinderne i 1. division. Klubben har bl.a. vundet DM for damer en gang i 1987. Flere landsholdsspillere inklusiv Mette Vestergaard og Lone Orby har spillet i klubben. Klubben er også kendt for deres ungdomshold hvor U16-pigerne senest vandt DM i år 2011.